# Galliner (cobert)
|  | Per a altres significats, vegeu «Galliner (desambiguació)». |

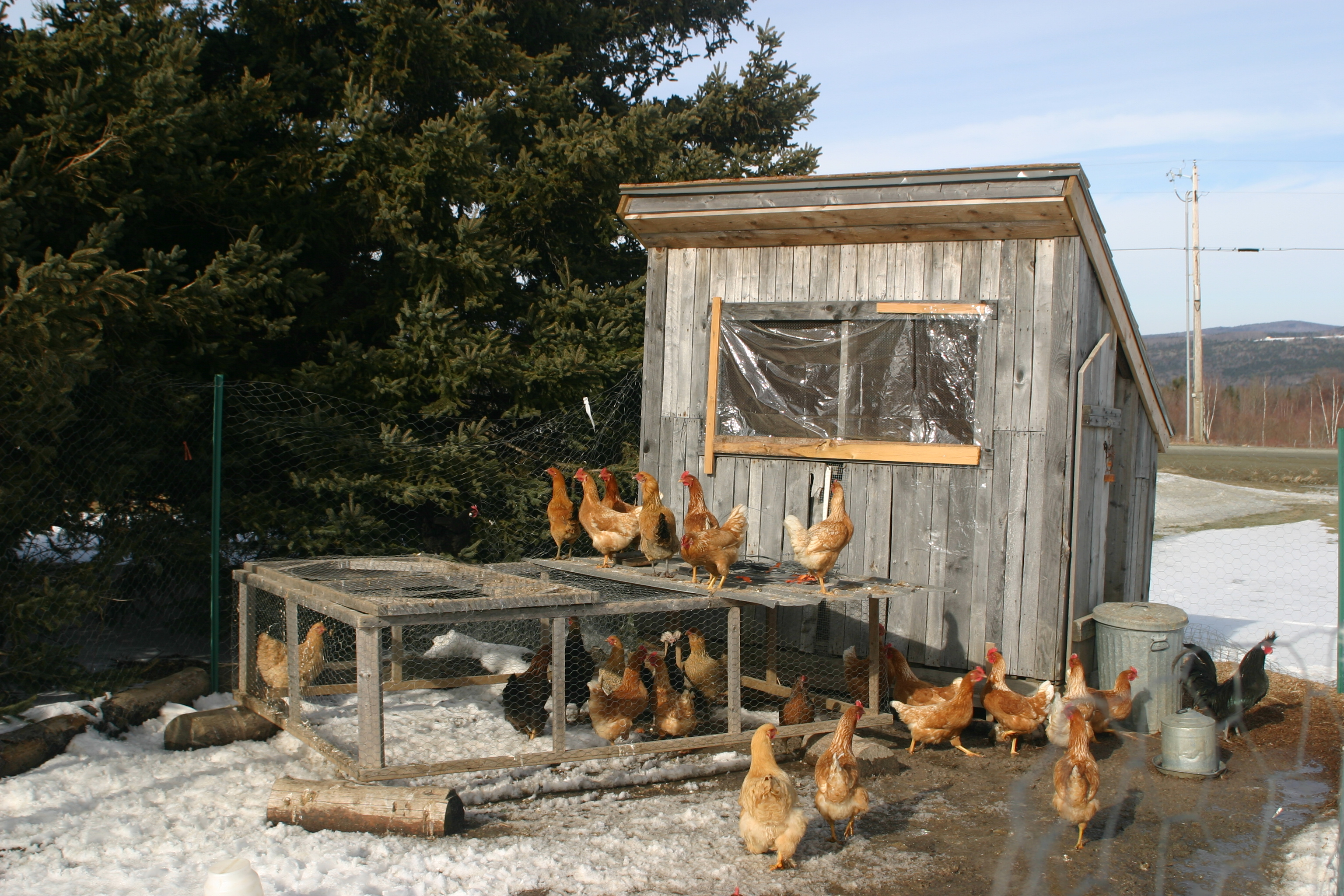
Galliner

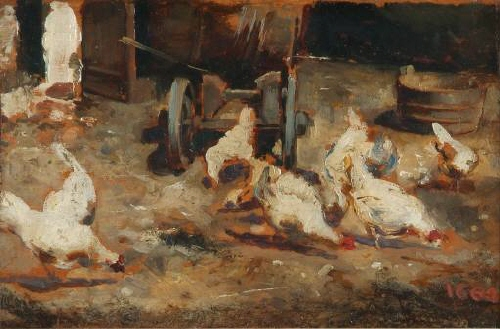
Galliner, obra de Marià Fortuny.

S'anomena  galliner  al lloc o cobert on les gallines es crien i es recullen a dormir. En algunes ocasions es posa sobre el galliner un colomar. Els antics disposaven els galliners a casa de labor amb exposició al Sud-est situant-los a prop de la cuina perquè rebessin calor que no adoptaven aquesta disposició dividien la construcció en tres parts dedicant la central en què estava l'entrada a mantenir una llar amb llar parell aquelles escalfar als altres dos compartiments que estaven dividits en pisos amb finestres al costat d'Orient. Les parets eren gruixudes per obrir-hi els nius i estaven arrebossades per dins i fora per evitar que poguessin pujar els insectes perjudicials.

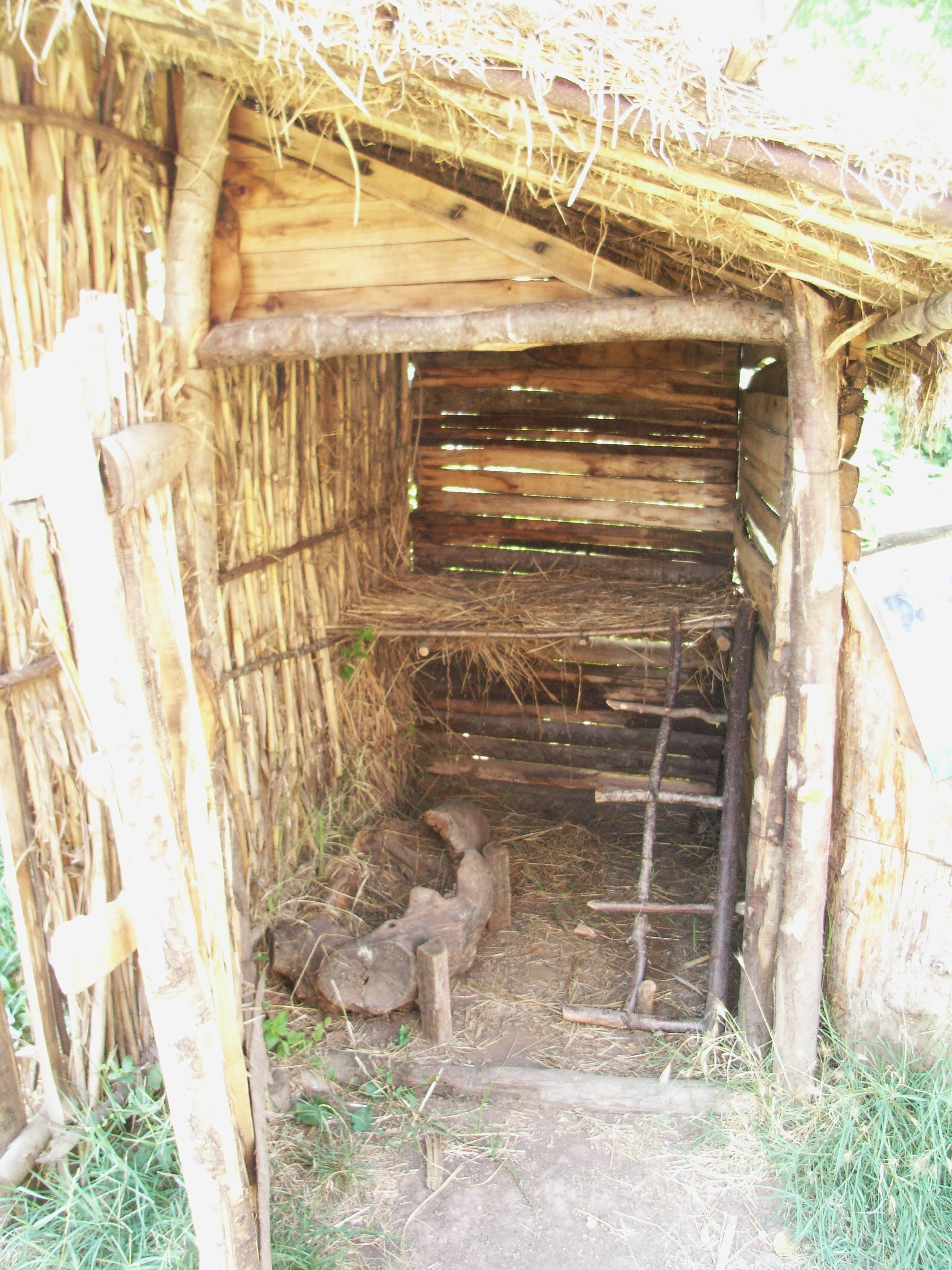
Humil galliner del

 En les explotacions d'importància, el galliner es divideix en diferents departaments per a cada classe d'aus, distribuïts en voltant d'un corral, separat amb prop del pati general. En les explotacions petites sol acostar el galliner a forn de pastar pa perquè aprofiti la calor que d'aquest es desprèn. Altres vegades, se situa al costat d'una cavallerissa o estable de vaques o entre aquests dos locals amb els quals comunica per finestres enreixades.
Un corral ben disposat ha de rebre amb facilitat els primers raigs del sol sortint de manera que les cabanes o galliners en sortir el sol puguin escalfar als animals en les matinades d'hivern. Per dormir les aus es posen uns amples llistons anomenats  dormidors  amb les vores arrodonides i sense raja alguna posant-los tots a la mateixa altura horitzontalment d'un costat a un altre del galliner. Han de ser mòbils per netejar de tant en tant de la gallinassa amb la deguda comoditat. No convé posar dormidors escalonats doncs donada el costum de les gallines d'enfilar-se als més alts caure a les gallines més febles omplint de gallinassa.
Dins del galliner ha llançar en qualsevol racó oposat als dormidors un munt de palla que es reposarà sempre que es faci neteja. Els ponedors es fixen en l'altre racó lliure i solen fer-se a manera de cistella de forma el·líptica implantats en un travesser de fusta que es clava al mur amb claus sense talls ni angles on es puguin ferir les gallines.
Els abeuradors i menjadores han d'estar ben disposats per a l'aprofitament i comoditat de les aus sent mal costum llançar el menjar a terra on es barreja amb terra. Convé a més que els estris de l'aigua estiguin coberts perquè no l'embruti la pols posant-los al sol a l'hivern ia l'ombra a l'estiu. Tots els estris han de presentar vores arrodonides i no talls vius que puguin ferir a les aus.